# Seis Naciones Femenino
El Seis Naciones Femenino es un torneo anual europeo de rugby. Está inspirado en el Seis Naciones Masculino, jugándose paralelamente y con selecciones de las mismas uniones.

## Reseña histórica
Los antecedentes del torneo se remontan a 1996 cuando por aquel entonces se organizó el Home Nations contando con la presencia de las 4 uniones británicas (Escocia, Gales, Inglaterra e Irlanda). Con esta integración se completaron tres torneos, Inglaterra lo ganó dos veces y Escocia el restante.
Al igual que el torneo masculino llegó a organizarse un Cinco Naciones al incorporarse Francia, la otra modificación fue la baja de Irlanda a cambio del ingreso de España. Las tres copas en este formato fueron ganadas por las Rosas Rojas como son apodadas las inglesas disputándose desde 1999 hasta el 2001.
A partir del 2002 retorna Irlanda y se disputa el primer Seis Naciones Femenino, las francesas consiguen el título venciendo en todos sus partidos y por consecuencia se adjudica el Grand Slam. España deja el torneo en 2006 y es sustituido por Italia, de esta forma están presentes las mismas 6 uniones que el torneo masculino

## Campeonatos

### Home Nations
| Año  | Campeón    | 2º puesto                | 3º puesto | 4º puesto |
| ---- | ---------- | ------------------------ | --------- | --------- |
| 1996 | Inglaterra | Escocia, Irlanda y Gales |           |           |
| 1997 | Inglaterra | Escocia                  | Gales     | Irlanda   |
| 1998 | Escocia    | Inglaterra               | Gales     | Irlanda   |

### Cinco Naciones
| Año  | Campeón    | 2º puesto        | 3º puesto | 4º puesto | 5º puesto |
| ---- | ---------- | ---------------- | --------- | --------- | --------- |
| 1999 | Inglaterra | Francia          | Escocia   | Gales     | Irlanda   |
| 2000 | Inglaterra | Francia          | España    | Escocia   | Gales     |
| 2001 | Inglaterra | Francia y España |           | Escocia   | Gales     |

### Seis Naciones
| Año  | Campeón      | 2º puesto    | 3º puesto    | 4º puesto    | 5º puesto    | 6º puesto    |
| ---- | ------------ | ------------ | ------------ | ------------ | ------------ | ------------ |
| 2002 | Francia      | Inglaterra   | España       | Gales        | Escocia      | Irlanda      |
| 2003 | Inglaterra   | Escocia      | Francia      | Gales        | Irlanda      | España       |
| 2004 | Francia      | Inglaterra   | España       | Escocia      | Gales        | Irlanda      |
| 2005 | Francia      | Inglaterra   | Escocia      | España       | Irlanda      | Gales        |
| 2006 | Inglaterra   | Gales        | Francia      | Escocia      | Irlanda      | España       |
| 2007 | Inglaterra   | Francia      | Gales        | Irlanda      | Escocia      | Italia       |
| 2008 | Inglaterra   | Gales        | Francia      | Irlanda      | Italia       | Escocia      |
| 2009 | Inglaterra   | Gales        | Francia      | Irlanda      | Escocia      | Italia       |
| 2010 | Inglaterra   | Francia      | Irlanda      | Escocia      | Italia       | Gales        |
| 2011 | Inglaterra   | Francia      | Irlanda      | Gales        | Italia       | Escocia      |
| 2012 | Inglaterra   | Francia      | Irlanda      | Gales        | Italia       | Escocia      |
| 2013 | Irlanda      | Francia      | Inglaterra   | Gales        | Italia       | Escocia      |
| 2014 | Francia      | Inglaterra   | Irlanda      | Italia       | Gales        | Escocia      |
| 2015 | Irlanda      | Francia      | Italia       | Inglaterra   | Gales        | Escocia      |
| 2016 | Francia      | Inglaterra   | Irlanda      | Gales        | Italia       | Escocia      |
| 2017 | Inglaterra   | Irlanda      | Francia      | Escocia      | Gales        | Italia       |
| 2018 | Francia      | Inglaterra   | Irlanda      | Italia       | Escocia      | Gales        |
| 2019 | Inglaterra   | Italia       | Francia      | Gales        | Irlanda      | Escocia      |
| 2020 | Inglaterra   | Francia      | Irlanda      | Italia       | Escocia      | Gales        |
| 2021 | Inglaterra   | Francia      | Irlanda      | Italia       | Escocia      | Gales        |
| 2022 | Inglaterra   | Francia      | Gales        | Irlanda      | Italia       | Escocia      |
| 2023 | Inglaterra   | Francia      | Gales        | Escocia      | Italia       | Irlanda      |
| 2024 | Inglaterra   | Francia      | Irlanda      | Escocia      | Italia       | Gales        |
| 2025 | Inglaterra   | Francia      | Irlanda      | Italia       | Escocia      | Gales        |
| 2026 | A disputarse | A disputarse | A disputarse | A disputarse | A disputarse | A disputarse |

## Posiciones
- Número de veces que las selecciones ocuparon cada posición en todas las ediciones.

| Equipo     | Campeón | 2º puesto | 3º puesto | 4º puesto | 5º puesto | 6º puesto |
| ---------- | ------- | --------- | --------- | --------- | --------- | --------- |
| Inglaterra | 21      | 7         | 1         | 1         |           |           |
| Francia    | 6       | 15        | 6         |           |           |           |
| Irlanda    | 2       | 2         | 10        | 6         | 5         | 3         |
| Escocia    | 1       | 3         | 2         | 8         | 7         | 9         |
| Gales      |         | 4         | 5         | 8         | 6         | 7         |
| España     |         | 1         | 3         | 1         |           | 2         |
| Italia     |         | 1         | 1         | 5         | 9         | 3         |